# Bahnstrecke Enfield–Howland
| Gesellschaft: | zuletzt MEC          |               |               |
| Streckenlänge: | 6,1 km               |               |               |
| Spurweite: | 1435 mm (Normalspur) |               |               |
| |                      |               |               |
| Gleise: | 1                    |               |               |
| \| \| \| \| \| \| \| \| von Vanceboro \| \| \| \| 0,0 \| Enfield ME \| Enfield ME \| \| \| \| nach Bangor \| \| \| \| ca. 4 \| Montague ME \| Montague ME \| \| \| 6,1 \| Howland ME \| Howland ME \| |                      |               |               |
| |                      |               |               |
| Strecke |                      | von Vanceboro | von Vanceboro |
| Dienststation / Betriebs- oder Güterbahnhof | 0,0                  | Enfield ME    | Enfield ME    |
| Abzweig ehemals geradeaus und nach links |                      | nach Bangor   | nach Bangor   |
| Bahnhof (Strecke außer Betrieb) | ca. 4                | Montague ME   | Montague ME   |
| Kopfbahnhof Streckenende (Strecke außer Betrieb) | 6,1                  | Howland ME    | Howland ME    |

Die Bahnstrecke Enfield–Howland ist eine Eisenbahnstrecke in Maine (Vereinigte Staaten). Sie ist 6,1 Kilometer lang. Die normalspurige, eingleisige Strecke ist stillgelegt und abgebaut.
Die 1869 eröffnete Hauptstrecke von Bangor nach Mattawamkeag führte bei Enfield einige Kilometer östlich des Penobscot River entlang. Am Zufluss des Piscataquis River westlich vom eigentlichen Ort Enfield liegen der Ortsteil West Enfield (früher Montague) und die Gemeinde Howland, letztere jedoch auf der anderen Flussseite, durch eine Brücke mit dem östlichen Ufer verbunden. In den beiden Ortschaften hatte sich einige lokale Industrie angesiedelt. Um diesen Industriestandort an die Hauptstrecke anzubinden, baute die Maine Central Railroad eine etwa vier Kilometer lange Zweigstrecke, die im Bahnhof Enfield abzweigt und kurvenreich nach Westen bis nach West Enfield führt. Der Endbahnhof lag an der Main Street. Die Strecke ging etwa 1889 in Betrieb und diente hauptsächlich dem Güterverkehr. Nur unregelmäßig verkehrten die Güterzüge mit einem Personenwagen bestückt, die Züge wurden auch nicht in offiziellen Fahrplänen veröffentlicht.
1907 wurde die Strecke um weitere zwei Kilometer bis an den östlichen Brückenkopf der Flussbrücke nach Howland verlängert. Die Neubaustrecke führte nach Westen aus dem bisherigen Endbahnhof, um kurz vor dem Fluss nach Süden abzubiegen. Der Endbahnhof Howland lag an der Westseite der Main Street nördlich der Brücke.
1963 endete der Schienenverkehr zwischen Enfield und Howland und die Strecke wurde daraufhin stillgelegt und abgebaut. Das Trassee ist heute ein Waldweg.